# حذاء وتدي
الحذاء الوَتدِيّ أو الجزمة الوتدية هو حذاء أو جزمة ذو نعل على شكل وتد، عبارة عن قطعة واحدة من المادة، عادة ما يكون من المطاط، ويعمل كنعل وكعب.